# 阪神3011形電車
阪神3011形電車（はんしん3011がたでんしゃ）は、阪神電気鉄道が1954年に導入した優等列車用の電車である。
1954年に梅田 - 三宮間をノンストップ25分で走行する、梅田 - 元町間の特急用2扉クロスシート車両として製造された、阪神電鉄初の高性能車両である。その後の輸送事情の変化に合わせて1964年にロングシート化・前面貫通化改造され、急行用の3561・3061形となった。

## 導入の経緯

### 大型車導入構想と準備
全長約14m、幅約2.3mの小型車が運転されていた阪神にとって、大型車の導入は戦前から長らくの悲願であった。施設面では1933年に開業した神戸市内地下線をはじめ、1939年開業の梅田地下駅、さらにそれより以前の1924年に開業した伝法線（現・阪神なんば線）が大型車導入可能なようになっていたほか、阪神本線の各駅も大型車が導入された際にすぐに対応できるよう、ホームを削って後退できる構造になっていた。
大型車の寸法は幅9フィート2インチ・長さは60フィート（メートル法では幅2.8m、長さ18.3m）を想定していた。この寸法の大型車体は851形の計画当初において採用する構想もあったが、諸般の事情から見送られた経緯があった。
車両面でも、1930年代中期にはすでにPCCカーに関する情報を入手しており、これをモデルとした新設軌道線（本線・西大阪線・武庫川線等）向けの軽量で高出力の主電動機を装備した大型車の研究を開始していた。1937年登場の併用軌道線（国道線・甲子園線・北大阪線）向けの71形では、PCCカーで採用された超多段制御装置をモデルとした油圧カム軸式の芝浦製作所製RPM-100を搭載するなど、大型車導入に向けた新技術の採用は進められていた。
1938年の阪神大水害や太平洋戦争末期の戦災、戦後も枕崎台風やジェーン台風によって施設、車両の面で何度も甚大な被害を受けたが、1948年の福島付近のカーブ改良を皮切りに、大型車導入に向けた施設改良工事は順次推進されていった。
戦後復興期にはライバル路線の阪急神戸本線や鉄道省東海道本線（京阪神間の急電・緩行）でも新車投入が進み、1949年には阪急の特急と日本国有鉄道（国鉄）の急行電車が復活、車両面でも同年には阪急に新車の800系が、翌1950年には阪急に810系が、国鉄には関西急電色の80系が投入された。
大阪（梅田） - 三ノ宮（三宮）間の所要時間は国鉄の24分、阪急の28分に対して阪神は36分を要し、戦前から在籍の小型車主体の阪神本線は競争力を失い、1952年の阪神間の1日あたりの直通旅客数は阪神4,257人に対し阪急11,000人、国鉄14,700人と、阪急に対して4割弱、国鉄に対しては3割弱のシェアしか有していなかった。

### 1130号によるカルダン駆動試験
阪神は大型車導入に向けた施設の改良を進める一方で、1951年には技師長の野田忠三郎をアメリカ・カナダに派遣して技術・経営の実地調査に当たらせたほか、運輸省の昭和26, 27年度科学技術応用研究補助金の支給を受けて1121形1130を種車にカルダン駆動の長期試験を実施、その実績をもとに学識経験者や国鉄、あるいは自動車メーカーの研究者や技術者を招聘し、設計に携わった。
この1130号の試験結果が大型高性能電車3011形の設計に活用された後、1130号は1956年に各駅停車用高加減速車両（ジェットカー）の試験車へ改造された。

### 3011形の登場
1953年6月には川崎車輛（現・川崎重工業車両カンパニー）・汽車製造・日本車輌製造の各社に対して新車の発注を行った。製造は順調に進み、1954年5月24日に阪神初の高性能大型車として、3011（Mc, 制御電動車） - 3013（M, 中間電動車） - 3012 (Mc) の第1編成が納入され、7月までに3両編成5本の15両が出揃った。
3011形は阪神初の本格的高性能車であるとともに、初の18・19m級となる大型車でもあった。また、同年登場した東急5000系や小田急2200形と並んで、日本の鉄道車両史上高性能電車黎明期の車両として紹介されることが多い。

## 編成組成
当初はMc-M-Mcの3両固定編成で登場、車両番号は3011 (Mc) - 3013 (M) - 3012 (Mc) といった形で、10位が編成番号を示し、1位で連結位置を示した。このため当初は301形とも称されていたが、後にトップナンバーの車両番号から3011形と呼ばれるようになった。3011, 3021, 3031の3編成が川崎車輛、3041編成が汽車製造、3051編成が日本車輌製造で製造された。
| ← 梅田三宮・元町 → | ← 梅田三宮・元町 → | ← 梅田三宮・元町 → | 竣工          | 製造所   |
| Mc                 | M                  | Mc                 |               |          |
| 3011               | 3013               | 3012               | 1954年5月24日 | 川崎車輌 |
| 3021               | 3023               | 3022               | 1954年6月10日 | 川崎車輌 |
| 3031               | 3033               | 3032               | 1954年6月13日 | 川崎車輌 |
| 3041               | 3043               | 3042               | 1954年7月18日 | 汽車製造 |
| 3051               | 3053               | 3052               | 1954年6月21日 | 日本車輌 |

## 設計

### 車体
車体は、高抗張力鋼を多用し、車体構造もモノコック構造に近づけるなど、軽量化に留意した設計となった。前面は非貫通形2枚窓のいわゆる湘南形の流れを汲んだ形状であるが、車端部や裾部にRが設けられているなど、丸みを帯びているのが特徴である。中央下部に車両番号が表記され、正面上部に前照灯、左右の前面窓上に標識灯・尾灯を装備し、前面中央窓下に種別表示板を取り付けた。
全幅は2.8m、全長は先頭車が19.05m、中間車が18.15mとなっており、特に先頭車の全長は阪神の歴代車両の中で最長である。
側面窓配置は先頭車d1D7D1（d：乗務員扉、D：客用扉）、中間車1D7D1、端部に片引戸の幅1,200mmの客用ドアを設けた2扉車で、客用窓は扉間に幅1,150mmの大型の2段式側窓が設けられていたほか、妻側と運転台側に戸袋窓が1個取り付けられた。また、連結面の窓はカーブして側面に至る曲面ガラスが採用された。塗装は上半分がベージュ、下半分があずき色である。
車内は座席にセミクロスシートを採用、扉間に片側5組のボックスシートを設置、扉の前後にはロングシートが配置された。シートモケットは当時の国鉄の二等車に倣った臙脂色として高級感を演出した。
通風装置も電動発電機 (MG) の風道を兼ねた強制通風式のもので、車体中央部に左右2箇所ずつ設けられた空気取り入れ口を活用して換気を行ったほか、冬季には抵抗器の廃熱を風道に送り込んで車内暖房にあてていた。登場時の新聞報道ではこの通風装置が冷房装置と誤認して紹介されている。

### 主要機器
全電動車方式を採用したほか、駆動方式は直角カルダンが採用された。直角カルダン方式は日本の標準軌車両の量産車としてはこの3011形が初採用となった。阪神では後の急行用3301形・3501形、普通用5001形（初代）・5101形・5201形で直角カルダンが採用されたが、以後の形式では平行カルダン方式に移行している。
また、3041Fと他の編成では台車と主電動機が異なり、台車は3041F以外の編成が住友金属工業製コイルバネ付のFS-202を装着したが、3041Fは東芝製TT-6を装着した。車輪径は両台車とも840 mmである。主電動機も3041F以外は東洋電機製造製TDK-858-Bを搭載したのに対し、3041Fは東芝製SE-516を搭載した。いずれも出力は59.7kWで、1両あたり4基搭載される。
制御器は東芝製の発電ブレーキ付電動カム多段式であるMPM形のMM-1Aを装備し、各車の制御器でそれぞれの車両のモーターを動かす1C4M制御であった。制動装置は電空併用自動空気ブレーキのAR-D形を装備した。パンタグラフは各車両に搭載され、両先頭車での搭載位置はいずれも連結面側であったため、中間車のパンタグラフと隣接している。
連結器は先頭車の前頭部がバンドン式密着連結器、中間連結部は日本製鋼所製のNB形密着自動連結器が使用された。

## 改造工事

### 全長延長改造
3011形は登場時は車庫内で大型車用の特定の線路に入線していたが、線路を問わず入線可能とするため1954年末までに連結面間距離が延長された。中間連結部のNB形連結器の長さを50 mmずつ延長し、貫通幌には垂れ下がり防止のための金具が設置された。

### 連結面窓の開閉化
連結面側の車端部が固定窓のみで車内が暑くなったことから、対策として1956年頃に連結部の曲面窓ガラスが開閉可能な二段窓に改造された。同時に車端部の屋根にガーランド式ベンチレーターが設けられている。

### 扇風機設置改造
1958年以降は夏季の室温上昇対策として車内への扇風機の設置が行われ、扇風機は先頭車・中間車ともに天井の中央1列に9個ずつ設置された。

## 運用

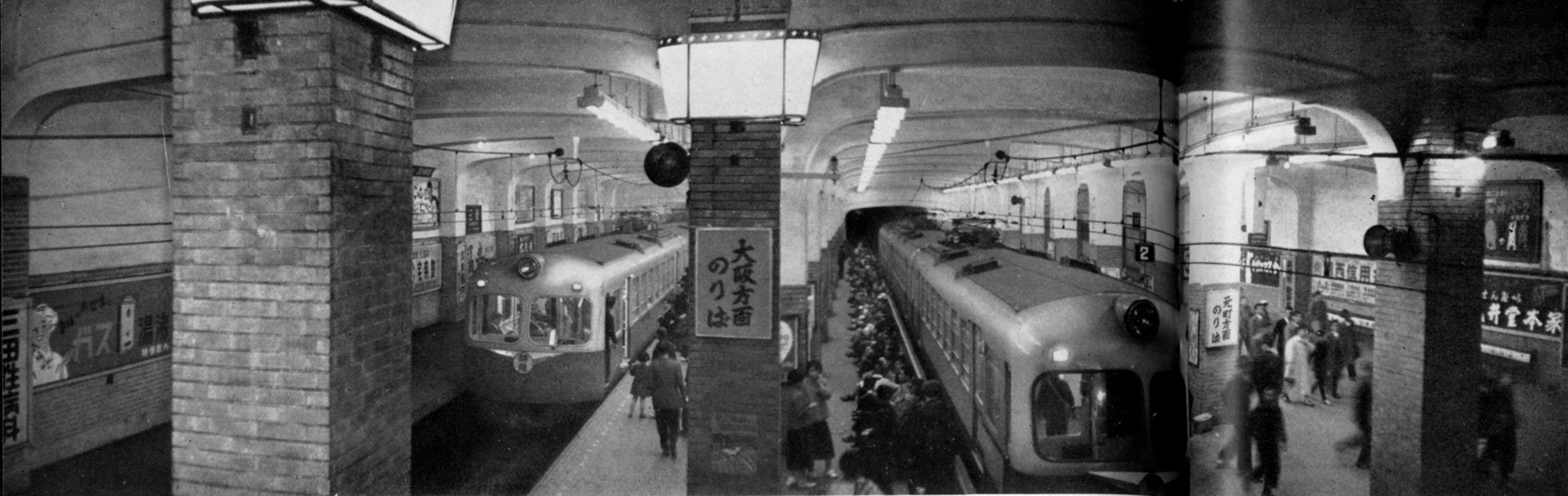
3011形の特急列車（三宮駅）

1954年5月25日から伝法線において試運転を開始して、8月13日の第36回全国高等学校野球選手権大会開幕日に臨時列車として営業運転を開始した。続いて1954年9月15日のダイヤ改正で設定された梅田 - 元町間の特急列車として運転を開始し、大阪梅田 - 神戸三宮はノンストップ25分運転となった。
なお、本形式の登場時に阪神は最高速度110km/hの認可を得たほか、特急の運転士は指導運転士の中からさらに15人を選抜して任命するなど、ソフト、ハードの面で周到な準備を施した。このように満を持して登場した特急の効果は絶大で、運転開始直後の1954年10月の阪神間直通旅客数は約8,000名を数えるまで激増し、翌1955年の調査では8,821人と、1952年の倍以上にまで増加した。
特急の運転は昼間時のみのため、運転開始前後や早朝の急行運用にも充当されたほか、朝夕ラッシュ時は準急や1957年に新設された区間急行にも充当された。1957年のダイヤ改正では特急の運行時間を拡大した。
1959年4月のダイヤ改正では梅田、元町両駅を19時40分以降に20分間隔で発車し、主要駅に停車する夜間特急の運転を開始した。夜間特急の停車駅は甲子園、西宮、芦屋、御影、三宮であった。
登場以来本形式の編成は3両を基本としていたが、特急の乗客増に伴って混雑が目立つようになった。また、1958年の急行系「赤胴車」の第一陣である3301形・3501形や普通系「ジェットカー」の試作車である5001形（初代）の登場によって車両の大型化が本格的に開始された。1960年9月のダイヤ改正では、5101形・5201形30両の投入によって昼間時の普通運用を全車ジェットカーで運転するとともに、特急も従来の20分間隔から10分間隔に倍増の上、ノンストップ運転は廃止され西宮、芦屋、御影の各駅にも停車するようになり、特急運用に3301形・3501形が混用されるようになった。3011形の特急はこのダイヤ改正から4連で運行することとなり、編成の組み換えが実施された。
本形式は1M方式のため編成の組換えがしやすく、全貫通編成が2本と先頭車同士を組み合わせて4連を組成した編成1本の合計3本12両が4連化され、3連の編成は1本が残った。この残った3連には他編成と搭載機器の異なる3041Fが充当され、朝夕の準急運用に限定して使用された。1963年2月のダイヤ改正では特急が赤胴車の4両編成、3011形の5両編成での運行となり、3011形は全貫通編成が1本と3連+2連の編成が2本の5連×3編成に再組成された。

## 急行用車両への編入
3011形は前面非貫通でブレーキ方式も異なり、クロスシートも混雑への対応が困難となったため、1964年に架線電圧の直流600Vから直流1,500Vへの昇圧準備改造と前面貫通化、ロングシート化の改造が実施された。この改造と1966年の5001形（初代）ロングシート化により阪神ではクロスシート車が消滅し、2001年の9300系登場まで40年近く、クロスシート車が在籍しないという状態が続いた。

### 3561・3061形への改造

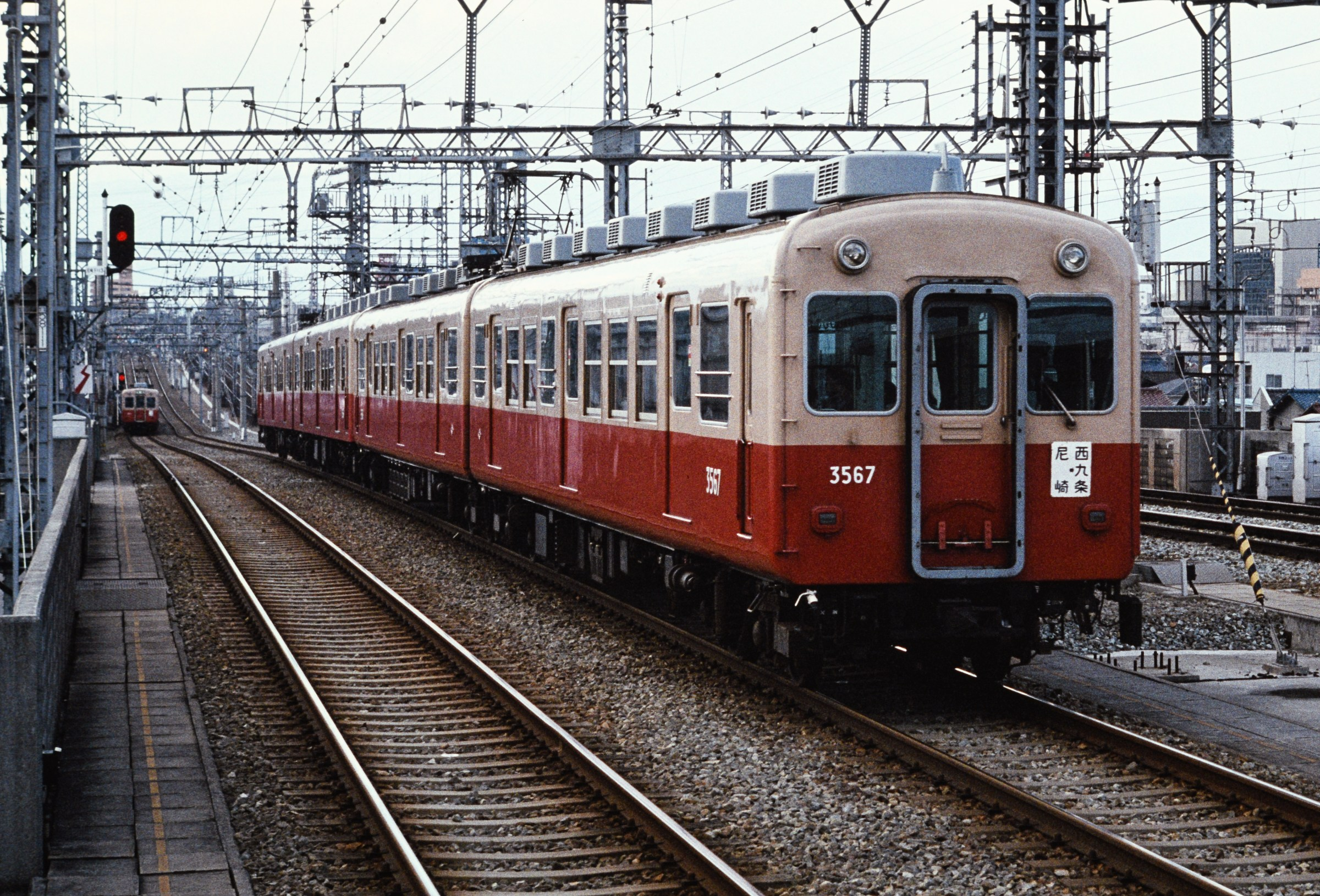
西大阪線運用の3561形（1989年）

15両中14両が3561・3061形に改造・改番され、先頭車が3561形、中間車が3061形となった。先頭車3052号は中間車の3061号に改造、編成は4両編成3本と2両編成1本となった。
その後は昇圧、3扉化、冷房化などの改造を経て1989年の全廃まで運用された。

### 7901形への改造

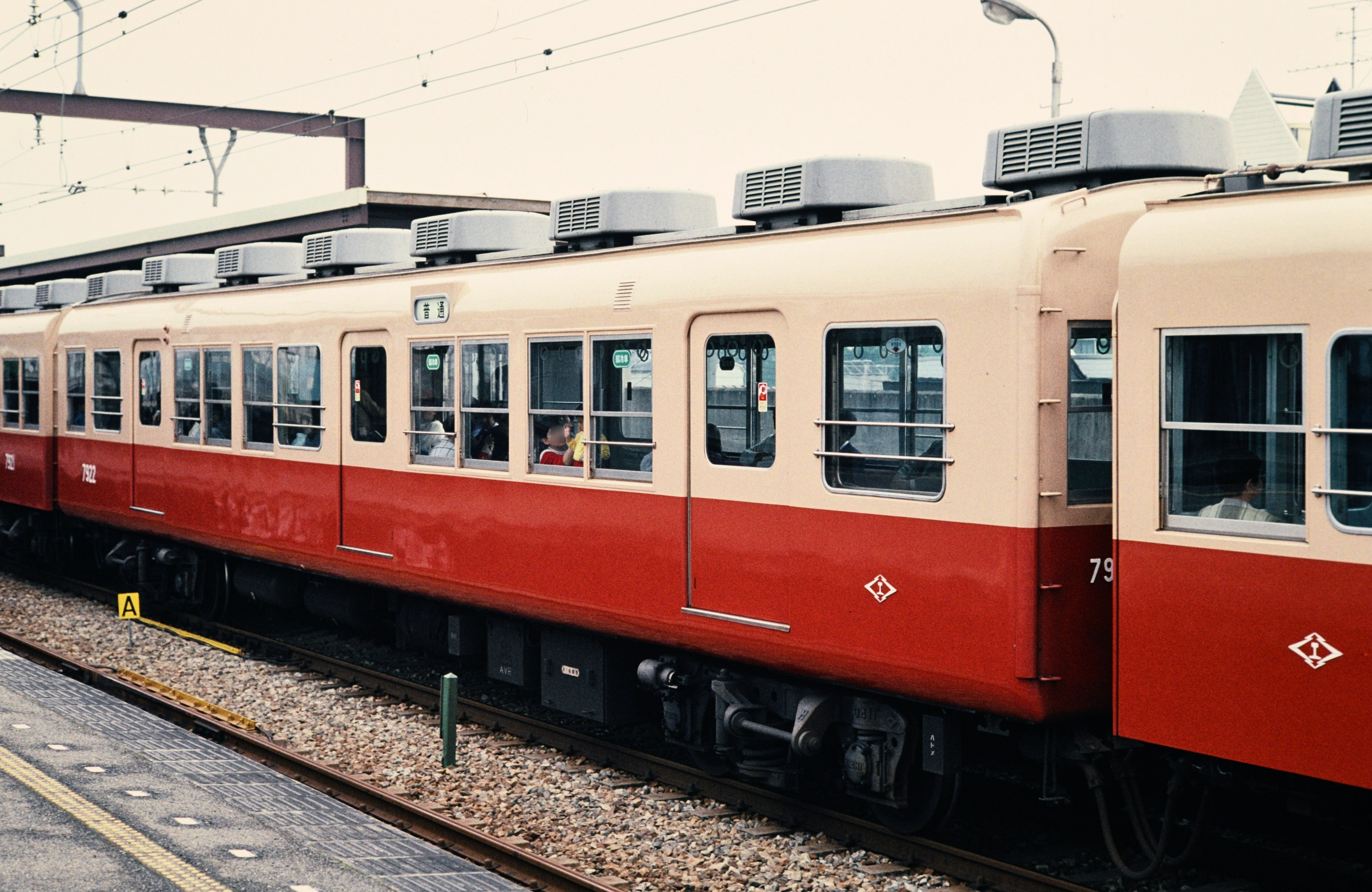
7901形7922（元3011形3021）

3561形・3061形への改造で1両が余剰となり、先頭車の3021が当時増備途上の7801・7901形に編入、付随車化され7901形7922に改番された。車体は3扉となり、台車は改造時に他の7901形同様851, 861, 881形から捻出されたボールドウィン78-25AAに換装された。
その後は昇圧、台車交換、冷房化、表示幕設置などの改造が行われた。1990年7月16日付で廃車となり消滅した。